# AMD APP SDK

VCE ASIC의 엔트로피 인코딩은 AMD APP SDK의 도움으로 활용할 수 있다.

AMD APP SDK는 "가속 병렬 처리"(APP)를 위한 AMD의 소프트웨어 개발 키트이다. AMD APP SDK는 이기종 시스템 아키텍처를 목표로 한다(GPU만 해당되지 않음).
AMD APP SDK는 마이크로소프트 윈도우와 리눅스의 32비트 및 64비트 버전에서 사용할 수 있었지만, AMD 공식 웹사이트에서 제거되었다. 한 개발자는 포럼 게시물에서 필요한 라이브러리가 이제 드라이버에 포함되어 있기 때문에 SDK가 단종되었다고 밝혔다.
AMD는 개발자들이 AMD APP SDK를 사용하여 비디오 코딩 엔진 하이브리드 모드를 활용해 사용자 지정 모션 예측, 역 이산 코사인 변환 및 모션 보상을 하드웨어 엔트로피 인코딩과 결합하여 실시간보다 빠르게 인코딩하는 하이브리드 인코더를 만들도록 의도한다.
AMD APP SDK v3.0은 OpenCL 2.0 및 Catalyst Omega 15.7 드라이버를 지원하며, OpenCL 샘플뿐만 아니라 볼트 (오픈 소스 C++ 템플릿 라이브러리) 및 OpenCL 가속 OpenCV (Open Computer Vision) 라이브러리와 같은 가속 라이브러리도 포함한다. 이 마지막 버전은 스택 오버플로우의 도움을 받아 다운로드할 수 있다.

## 역사
AMD APP SDK는 AMD 스트림 SDK(이전 이름 ATI 스트림 SDK)를 대체했다. AMD CAL (Compute Abstraction Layer) SDK는 ATI 스트림 SDK로 대체되었으며, 마이크로소프트 윈도우와 리눅스, 32비트 및 64비트에서 사용할 수 있었다. 2021년 2월 현재, AMD 공식 웹사이트에는 AMD APP SDK가 존재했다는 흔적이 거의 없다.